# Franz Schafranek
Franz Schafranek (* 6. Februar 1930 in Nové Hrady (deutsch Gratzen), Tschechoslowakei; † 4. Juni 1991 in Wien) war ein österreichischer Theatermann und, mit seiner Frau Ruth Brinkmann, 1963 Gründer des Vienna’s English Theatre.

## Leben
Schafranek kam nach Kriegsende 1945 nach Österreich, studierte in Stockholm Theaterwissenschaft und war Regieassistent bei Ingmar Bergman und 1955–56 bei Bertolt Brecht im Theater am Schiffbauerdamm. 1959 kehrte er nach Österreich zurück, wurde Regieassistent am Burgtheater und 1961–65 Dramaturg, 1965–67 war er als Programmberater des Österreichischen Fernsehens tätig. Als Regisseur von Vienna´s English Theatre zeichnete er für mehr als 40 Produktionen an diesem und an anderen Wiener Theatern verantwortlich. Vienna's English Theatre zeigte nicht nur publikumsfreundliche, sondern auch anspruchsvolle Stücke. Schafranek inszenierte Uraufführungen von Tennessee Williams, William Saroyan und Edward Albee. Es gelang ihm auch, internationale Stars für das kleine Theater zu gewinnen. 1978 gründete Schafranek zudem ein Théâtre Français de Vienne und 1985 ein Teatro Italiano di Vienna.
Franz Schafranek starb plötzlich in der Nacht nach einer erfolgreichen Premiere mit Larry Hagman und Linda Gray.